# Новонадеждино
Новонаде́ждино (рос. Новонадеждино, башк. Яңы Надеждин) — село у складі Благовіщенського району Башкортостану, Росія. Адміністративний центр Новонадеждинської сільської ради.
Населення — 770 осіб (2010; 762 в 2002).
Національний склад:
- росіяни — 53 %
- башкири — 26 %